# 中村一策
中村 一策（なかむら いっさく、1900年（明治33年）10月30日 - 1966年（昭和41年）12月22日）は、日本の銀行家。日本勧業銀行頭取、第21代全国銀行協会会長。特殊銀行から普通銀行に転換する時期に積極的な経営を展開し、預金の吸収に力を入れて業績を伸ばし、「預金の神様」と言われた。また、金融界に対しては利子課税、融資ルールなどの問題に対処して功績があった。

## 経歴
- 1900年 - 長野県東筑摩郡朝日村に中村愛治の長男として生まれる。旧制松本中学（長野県松本深志高等学校）卒業。
- 1925年 - 慶應義塾大学経済学部卒業。
  - 同年 - 特殊銀行日本勧業銀行入行。
- 1961年 - 常務取締役、副頭取を歴任。頭取就任。
- 1964年 - 全国銀行協会連合会会長就任。
- 1966年 - 頭取在任のまま66歳で没。従四位勲二等瑞宝章。墓所は高野山東京別院。